# 柳亚子
柳亞子（1887年5月28日—1958年6月21日），原名慰高，字安如，後改名人權，字亞盧，又改名棄疾，字亞子，以字行，祖籍浙江慈溪，生于江蘇吳江，詩人，國民黨左派代表人物，南社發起人。

## 生平

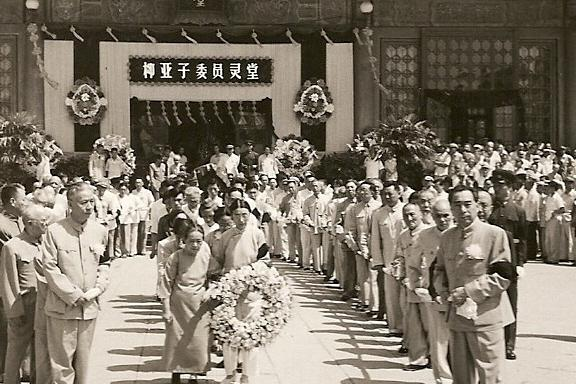
柳亞子的葬禮，中間前排左一为其妻郑佩宜，左右兩排前方分別是劉少奇和周恩來

1887年5月28日，生於江蘇吳江縣北厍區大勝村。父親是秀才，研究《說文》和算學，母親也通文字，教他啟蒙。1898年，十二歲時曾祖父母和祖母相繼去世，經濟不好，於是搬到吳江縣黎里鎮居住。父親贊同戊戌變法，柳亞子也撰文痛罵慈禧。1902年，考取秀才，思想漸漸轉變，次年到上海愛國學社讀書，結識了章太炎和鄒容，並和陶亞魂出資辦其出版《革命軍》。愛國學社和中國教育會分裂，柳亞子支持教育會，因而輟學返鄉。1904年，到吳江同里鎮的自治學社讀書，結識馮沼清、朱梁任。1906年，到鍾衡臧所辦的上海理化速成科學習化學，結識高天梅、朱少屏等人，未能畢業就被他們邀到健行公學教書，結識馬君武、蘇曼殊、劉申叔等人；加入了同盟會並編輯《复報》；這年中秋，兩江總督端方準備禁報刊、查封學校，因此返鄉避難並與郑佩宜結婚。
1909年，和陳去病、高天梅發起南社，以文學鼓吹民族革命。1912年元旦，南京臨時政府成立，被雷鐵厓請去做秘書，不過三天便返回上海做《天鐸》、《民聲》、《太平洋》三個報館的主筆，南北議和後袁世凱做總統，士氣消沉，和蘇曼殊、葉楚傖飲酒度日；同年父親去世，家務由叔父照看。1913年，轉向新劇運動，和馮春航、陸子美交際。1918年，叔父去世，返鄉處理家中事務，又因和在社內有了內訌，便辭去了社長的職務。1923年，和邵力子、陳望道發起新南社，提倡新文學和社會革命。1924年，国民党改組後以同盟會的資格重新加入並成立了吳江縣黨部。1925年，江蘇省黨部成立後被選為執行委員會常委兼宣傳部長。次年，國民黨全國二大上被選為中国国民党中央监察委员会委员，負責江蘇黨務。10月，逃避孫傳芳的抓捕到上海，化名“唐隱芝”，做蘇曼殊的研究。
1927年，北伐軍到達東南後謝絕了武漢、南京兩方面江蘇省政府委員的任命，5月15日，到日本躲避，在東京武藏野井之頭公園居住，起名“樂天廬”。1928年清明，回国後在上海居住；1941年，皖南事变中，柳亚子因同情中共新四军，被国民党中央以“诋毁中央”为由撤销监委职务，并开除出党。1943年，与张伯苓一道创立重庆南开中学。对日抗战胜利后，在香港继续从事中国民主运动。
1949年，出席中国人民政治协商会议第一届全体会议。1949年，任中央人民政府委员。1958年6月21日，在北京病逝。

## 家庭
- 鄭佩宜（1888年—1962年），二人於1906年結婚。
- 儿子柳無忌、长女柳无非为翻译家、女婿陈麟瑞为报刊编辑、次女柳无垢为翻译家。

## 腳註
1. ↑  當時的柳亞子崇拜人權理論，自稱為亞洲的盧梭。
2. ↑  张明观（1997年）
3. 1 2  合集（1986年）
4. ↑  自述（2014年）
5. ↑  年谱（1983年）
6. ↑  《第184次会议报告事项》（1941年9月15日），中央委员会秘书处：《中国国民党第五届中央执行委员会常务委员会会议记录汇编》（下），中央委员会秘书处编印，年代不详。第762页。

## 外部鏈接
- . 吴江图书馆.   [2016-02-01]. （原始内容存档于2016-02-01）.
- . Los Angeles Times. 2002-10-19  [2013-12-10]. （原始内容存档于2013-12-18）.